# Ferrell Nunatak
Il Ferrell Nunatak (in lingua inglese: Nunatak Ferrell) è un nunatak, o picco roccioso isolato, che si protende dalla superficie ghiacciata dell'Iroquois Plateau, 9 km a nordest dell'Elmers Nunatak, nei Monti Pensacola, in Antartide.
Il nunatak è stato mappato dall'United States Geological Survey (USGS) sulla base di rilevazioni e foto aeree scattate dalla U.S. Navy nel periodo 1956-66.
La denominazione è stata assegnata dall'Advisory Committee on Antarctic Names (US-ACAN) in onore di James T. Ferrell, meccanico che faceva parte del gruppo che ha trascorso l'inverno del 1958 presso la Stazione Ellsworth.